# 이시카와역 (동일본 여객철도)
이시카와역(일본어: 石川駅)은 일본 아오모리현 히로사키시에 위치한 동일본 여객철도 오우 본선의 철도역이다. 단선 · 섬식의 형태를 합친 2면 3선 구조의 복합 승강장을 갖춘 지상역이다.

## 타는 곳
| 1 | ■ 오우 본선 | (하행) | 히로사키 · 아오모리 방면 |
| 2 | ■ 오우 본선 | 대피선 | 대피선                   |
| 3 | ■ 오우 본선 | (상행) | 오다테 · 아키타 방면     |

## 역 주변
- 고난 철도 오와니 선 기주쿠코코마에 역

## 역사
- 1916년 7월 1일 : 일본국유철도의 역으로서 미나미쓰가루 군 이시카와 촌에 개업.
- 1971년 10월 1일 : 역 무인화.
- 1987년 4월 1일 : 일본국유철도 분할 민영화에 의해, 동일본 여객철도가 승계.

## 인접 역
| 동일본 여객철도 오우 본선 | 동일본 여객철도 오우 본선 | 동일본 여객철도 오우 본선 |
| ------------------------- | ------------------------- | ------------------------- |
| 오와니온센 요코테 방면    | ■ 오우 본선               | 히로사키 아오모리 방면    |